# Н̄̇
Cette page contient des caractères spéciaux ou non latins. S’ils s’affichent mal (▯, ?, etc.), consultez la page d’aide Unicode.
Н̄̇ (minuscule : н̄̇), appelé enne macron point suscrit, est une lettre additionnelle de l’alphabet cyrillique utilisée dans certaines translittérations ou transcriptions phonétiques. Elle est composée du enne ‹ Н › diacrité d’un macron et d’une point suscrit.

## Utilisations
Dans la translittération de la devanagari hindi avec l’alphabet cyrillique, la Direction centrale du hindi (en) utilise l’enne macron point suscrit ‹ н̄̇ › pour translittérer le chandrabindu ‹ आँ ›, par exemple dans la translittération de उँगली « doigt » : ун̄̇гли.

## Représentation informatique
L’enne macron point suscrit peut être représenté avec les caractères Unicode suivants :
- décomposé (cyrillique, diacritiques) :

| formes    | représentations | chaînes de caractères | points de code       | descriptions                                                                |
| --------- | --------------- | --------------------- | -------------------- | --------------------------------------------------------------------------- |
| capitale  | Н̄̇               | Н◌̄◌̇                   | U+041D U+0304 U+0307 | lettre majuscule cyrillique té diacritique macron diacritique point suscrit |
| minuscule | н̄̇               | н◌̄◌̇                   | U+043D U+0304 U+0307 | lettre minuscule cyrillique té diacritique macron diacritique point suscrit |